# Lima (region)
Regionen Lima eller Lima Provincias er en af de 25 regioner i Peru. På landets centrale kyststrækning ligger hovedbyen Huacho. Lima-provinsen, som består af byen Lima, landets hovedstad, er beliggende i den vestlige del af regionen. Dog er provinsen selvstyrende og ikke en del af regionen.
11°51′S 76°27′V / 11.85°S 76.45°V